# Dinichthys herzeri
A Dinichthys herzeri a Placodermi osztályának az Arthrodira rendjébe, ezen belül a Dinichthyidae családjába tartozó faj.
Családjának és nemének az egyetlen faja.

## Tudnivalók
A Dinichthys herzeri egy kihalt, óriásméretű páncélos őshal, mely a késő devon korszakban élt, körülbelül 380-360 millió évvel ezelőtt. Maradványait az Amerikai Egyesült Államokbeli Ohio és Tennessee államokban találták meg. A típuspéldány, az AMNH 81, egy töredékes koponyatetőből és állkapocs darabkáiból áll; 1868-ban, John Strong Newberry amerikai geológus és kutató, ennek a példánynak az alapján írta le a fajt. Ez az ősállat körülbelül ugyanakkora, hasonló megjelenésű és ugyanazt az ökológiai fülkét tölthette be, mint a nála jóval ismertebb Dunkleosteus.
A 20. században számos óriásméretű Arthrodira-fajt (Dunkleosteus, Eastmanosteus és Titanichthys) helyeztek a Dinichthys nembe; holott valójában nem is álltak szorosabb rokonságban a szóban forgó állattal. Manapság ezt a halnemet monotipikusnak tekintik. 2010-től további kutatások után, melyek bebizonyították, hogy az óriásfajok méretük ellenére nem közeli rokonai egymásnak, a Dinichthyidae családban, csak a Dinichthys nemet hagyták meg.
1873-ban, Newberry a Dunkleosteus típusfaját, Dinichthys terrelli-ként írta le. Miután a 20. század elején felfedeztek egy teljes Dunkleosteus terrelli csontvázat, a Din. terrelli vált a Dinichthys halnem példájává; azután is miután 1956-ban Jean Pierre Lehman megalkotta az állatnak a saját Dunkleosteus nemet. Ebből kifolyólag a legtöbb Dinichthys-t ábrázoló kép, valójában Dunkleosteus-t mutat.

## Fordítás
- Ez a szócikk részben vagy egészben  a   Dinichthys című angol Wikipédia-szócikk ezen változatának fordításán alapul.  Az eredeti cikk szerkesztőit annak laptörténete sorolja fel. Ez a jelzés csupán a megfogalmazás eredetét és a szerzői jogokat jelzi, nem szolgál a cikkben szereplő információk forrásmegjelöléseként.